# Stefano Fiore
Stefano Fiore (Cosenza, 17 april 1975) is een voormalig profvoetballer uit Italië, die speelde als aanvallende middenvelder. Hij beëindigde zijn loopbaan in 2011 en won met Parma tweemaal de UEFA Cup (1995 en 1999).

## Interlandcarrière
Fiore speelde 38 interlands voor de nationale ploeg van de Italië (2000-2004) en scoorde gedurende die periode twee keer voor La Squadra Azzurra. Onder leiding van bondscoach Dino Zoff maakte hij zijn debuut op 23 februari 2000 in een vriendschappelijke wedstrijd tegen Zweden (1-0) in Palermo, net als Gennaro Gattuso (AC Milan). Fiore moest in dat duel na één speelhelft plaatsmaken voor Christian Panucci. Hij nam onder meer deel aan het EK voetbal in 2000 en 2004.

## Erelijst
Parma FC
- Coppa Italia

1999
- UEFA Cup

1995, 1999
 Lazio Roma
- Coppa Italia

2004